# Parque Quase-Nacional Aichi Kōgen
O Parque Quase-Nacional Aichi Kogen é um parque quase-nacional localizado na prefeitura japonesa de Aichi. Estabelecido em 28 de dezembro de 1970, tem uma área de 21 705 hectares.